# Lepenatka
Lepenatka je gora (1425 mnm), ki leži južno od Velikega Rogatca med Podvolovljekom in Gornjim Gradom. Dostopna je z več strani, čez njo je speljana tudi markirana pot. S travnatega vrha se ponuja odličen razgled proti Menini planini, dolini Gornjega Grada in osrednjim Kamniško Savinjskim Alpam.